# 은편모충목
은편모충목(隱鞭毛蟲目, Cryptomonadales) 또는 밤색초리말목 은 은편모조류 목의 하나이다. 4개 과로 이루어져 있다.

## 하위 과
- 바피넬라과 (Baffinellaceae)
- 버치리엘라과 (Butschliellaceae)
- 크립토크리시스과 (Cryptochrysidaceae)
- 크립토모나스과 또는 밤색초리말과[1] (Cryptomonadaceae)
- 키아토모나스과 (Cyathomonadaceae)
- 헤미셀미스과 (Hemiselmidaceae)
- 힐레아과 (Hilleaceae)